# Языки сепик-раму
Сепик-Раму языки — группа (фила) папуасских языков, распространённых на территории Индонезии и Папуа — Новой Гвинеи. Число языков, согласно Ethnologue — 100—104. Объединение языков предложено Дональдом Лейкоком в 1973 году.

## Классификация
Языковая семья сепик-раму включает в себя 100 языков:
- Абау, абу, авар, автув, авун, аиоме, айи, ак, акрукай, аламблак, амал, амбакич, амбулас, ангорам, андарум, анор, ап ма, арафунди, аруаму, банаро, бахинемо, бериномо, биват, бикару, бисис, боикин, бореи, боснгун, брери, бун, буруи, валио, ватакатауи, ватам, вогамусин, гаикунди, горову, ивам, игана, итутанг, инапанг, йелогу, йеракаи, йессан-майо, йетфа, йимас, каиан, калоу, канггапе, канингра, каприман, карава, кванга, квома, кимки, кире, коиват, коминимунг, копар, кьенеле, лангам, латмул, малингуат, манамбу, марамба, мари, мекмек, менде, мехек, монгол, мурик, намиа, нгала, никсек, папи, паси, пахи, пеи, пиаме, поуйе, рао, ромкун, санийо-хийеве, сенго, сепен, сепик ивам, суармин, сумариуп, табриак, таиап, танггу, тангуат, тувари, ханга хунди, хева, чамбри, чангрива, ченапиан, явийо, яул.